# 高坝厂区街道
高坝厂区街道是中国四川省泸州市龙马潭区下辖的一个街道。

## 行政区划
高坝厂区街道下辖临江宛社区、化工宛社区。